# Invence (hudba)
Invence (z lat. inventio, nález, objev, vynalézavost) znamená v hudbě nápaditost či důvtip, a obvykle označuje kratší skladbu založenou na nějakém neobvyklém nápadu.

## Historie
Tento termín byl v průběhu času používán velmi volně pro skladby nejrůznějšího charakteru a obsazení. Poprvé se objevuje v roce 1555, kdy jej použil Clément Janequin v názvu své sbírky písní Premier livre des inventions musicales (První kniha hudebních nápadů/invencí). Jejím obsahem byla originální programní hudba napodobující například ptačí zpěv nebo hluk válečné vřavy. Dalším příkladem je Invention for Two to Play upon One Lute z roku 1597 od Johna Dowlanda – jde o duet pro dva hráče, kteří společně hrají na jednu loutnu.
Velmi známé jsou Invence a sinfonie Johanna Sebastiana Bacha, které vznikly kolem roku 1720. Jsou určené pro klávesové nástroje a autor v nich ukazuje, jak vytvořit jednoduchý melodický motiv a následně jej kontrapunkticky rozvíjet. Právě díky této proslulé sbírce bývají někdy invence popisovány jako krátké polyfonní skladby, přestože byl tento pojem použit již mnohem dříve a v širším smyslu.
Invence se objevují také v moderní hudbě, psali je například Alban Berg nebo Alexandr Čerepnin, z českých skladatelů lze jmenovat Bohuslava Martinů, jehož skladba Inventions je určena pro symfonický orchestr.